# Amara obsolescens
Amara obsolescens är en skalbaggsart som beskrevs av Thomas Casey. Amara obsolescens ingår i släktet Amara och familjen jordlöpare. Inga underarter finns listade i Catalogue of Life.